# Circuit de Sepang
El Circuit Internacional de Sepang (en malai, Litar Antarabangsa Sepang), anomenat oficialment Petronas Sepang International Circuit per raons comercials, és un circuit de curses de Sepang, a l'estat de Selangor (Malàisia). Es troba uns 45 km al sud de Kuala Lumpur i a prop de l'aeroport internacional d'aquesta ciutat. Va acollir el Gran Premi de Malàisia de Fórmula 1 entre el 1999 i el 2017 i és la seu del Gran Premi de Malàisia de motociclisme des del 1999, a més d'altres curses de renom com ara les 12 Hores de Sepang. Anomenat anteriorment Sepang F1 Circuit, el 31 d'octubre de 2023 es va anunciar que Petronas n'havia adquirit els drets de denominació durant tres anys.

## Història
Dissenyat per l'alemany Hermann Tilke, autor de circuits de renom com ara els de Shanghai, Sakhir, Istanbul, Marina Bay i Yas Marina, el circuit de Sepang formava part d'una sèrie de grans projectes d'infraestructures ideats durant la dècada del 1990 pel govern de Mahathir Mohamad. Es va construir entre 1997 i 1999 a prop de Putrajaya, l'aleshores fundada de feia poc capital administrativa del país, amb la intenció d'acollir el Gran Premi de Malàisia de Fórmula 1. El clima de la zona fa que el circuit sigui conegut pel seu impredictible temps tropical humit, que varia des de dies clars i xafogosos fins a tempestes tropicals.

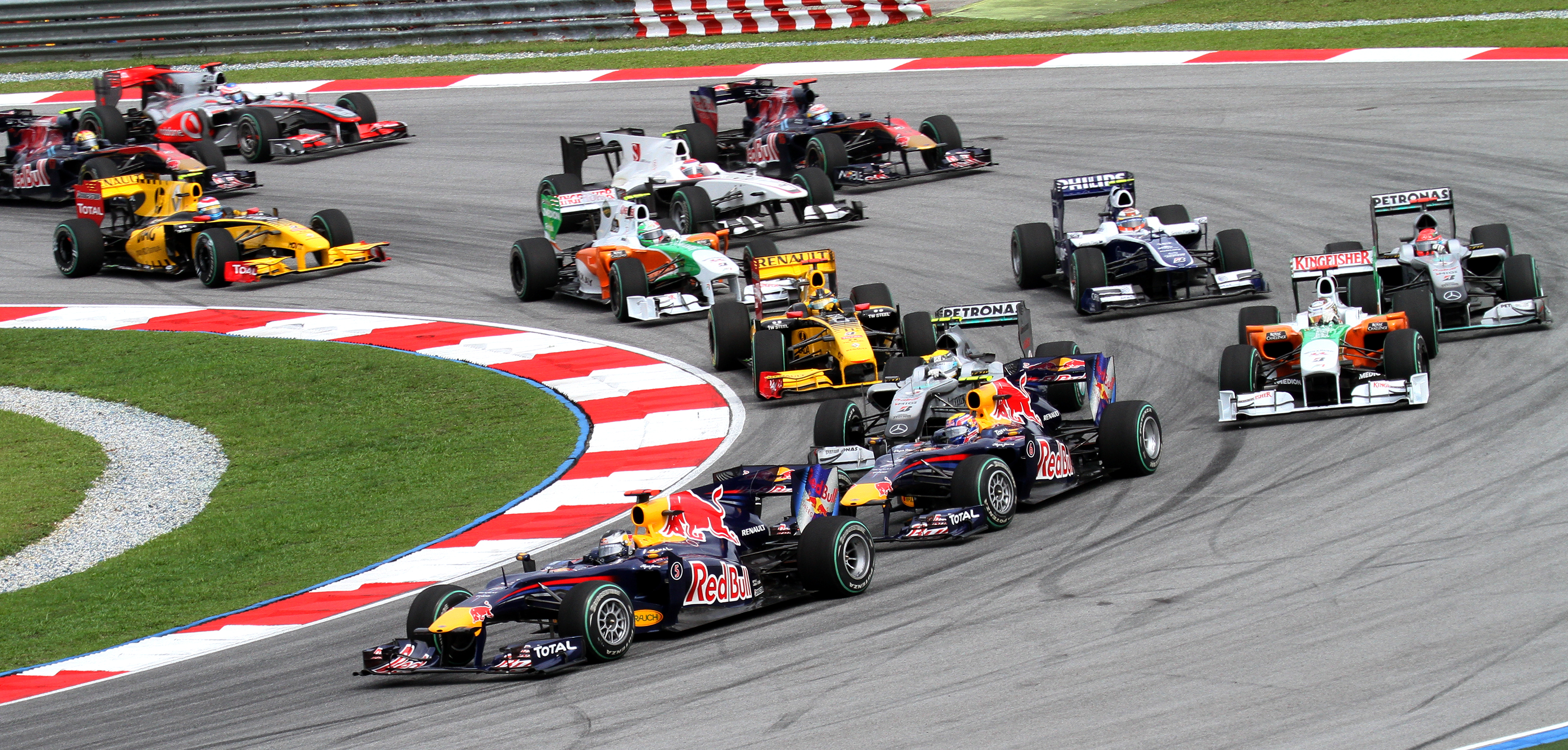
Començaments del Gran Premi de Malàisia del 2010

Petronas va patrocinar el Gran Premi de Malàisia des de l'edició inaugural de 1999. El circuit va ser inaugurat oficialment pel quart primer ministre de Malàisia Mahathir Mohamad el 7 de març de 1999. El 20 d'abril, el circuit va hostatjar el primer Gran Premi de Malàisia de motociclisme i el 17 d'octubre el primer Gran Premi de Malàisia de Fórmula 1.
El 23 d'octubre del 2011, a la segona volta de la cursa de MotoGP del Gran Premi de Malàisia, el campió italià Marco Simoncelli es va morir arran d'un accident al revolt 11 en què fou atropellat mentre era a terra arran d'una caiguda.
El 2016, la pista va ser completament renovada amb el suport dels dissenyadors italians Dromo, amb diversos revolts canviats per tal d'emfatitzar l'adherència mecànica més que no pas l'aerodinàmica. En particular, l'últim revolt es va elevar aproximadament 1 metre, segons van afirmar els directius, per tal d'obligar els conductors a agafar un àpex posterior i explorar diferents línies de traçada a través de la forquilla. A l'octubre d'aquell any es va dir que el circuit podria ser retirat del calendari de la Fórmula 1 a causa de la davallada de la venda d'entrades. Sepang va acollir el seu dinovè i últim Gran Premi puntuable de Fórmula 1 el 2017. El contracte caducava el 2018, però l'augment de les tarifes d'allotjament i la minva de la venda d'entrades va fer que la retirada s'avancés un any.

## Traçat

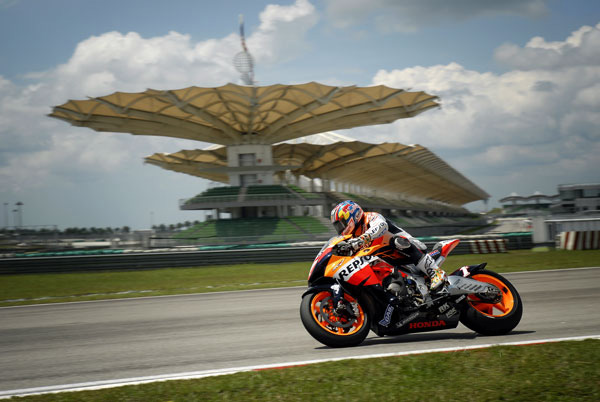
Nicky Hayden a les sessions de proves del 2006 a Sepang

El circuit principal, que normalment es recorre en el sentit horari, té una longitud de 5,540 km i destaca pels seus grans revolts i àmplies rectes. El traçat és força inusual, amb una llarguíssima contra-recta separada de la recta d'arribada només per un revolt molt tancat. Al Gran Premi de Fórmula 1 s'hi feien 56 voltes, cosa que totalitzava una distància de cursa de 310,408 km.
Sepang és considerat com a banc de proves per a altres circuits i acull anualment sessions de proves de pretemporada del mundial de motociclisme. Disposa d'unes modernes instal·lacions i zona de boxs, unes grans graderies i zona de patrocinadors. Sovint ha aixecat crítiques amb motiu de la irregularitat de la superfície de la pista, una mica sotragada. El motiu més probable és que el circuit es va construir en uns antics aiguamolls.

### Configuracions
Sepang ofereix diverses possibles configuracions del traçat. El circuit Nord, que també es recorre en sentit horari, correspon a la primera meitat del principal. El traçat torna cap a la recta d'arribada després del revolt 6 i fa 2,710 km en total. El circuit Sud correspon a l'altra meitat de la pista; la contra-recta del circuit principal esdevé la seva recta d'arribada i després empalma amb el circuit principal al revolt 8, amb un recorregut total de 2,610 km.
- Circuit de Gran Premi (1999–actualitat)
- Circuit Nord (1999–actualitat)
- Circuit Sud (1999–actualitat)
- Circuit de kàrting (1999–actualitat)